# Fairmairoplia korystata
Fairmairoplia korystata är en skalbaggsart som beskrevs av Marc Lacroix 1997. Fairmairoplia korystata ingår i släktet Fairmairoplia och familjen Melolonthidae. Inga underarter finns listade i Catalogue of Life.